# Club de Vela de Wichita Falls
El Club de Vela de Wichita Falls (Wichita Falls Sailing Club en idioma inglés y oficialmente) es un club náutico ubicado en Henrietta (Texas), Estados Unidos. 
Fue fundado en 1935 en el lago Wichita con el nombre de Club de Yates de Wichita Falls (Wichita Falls Yacht Club en inglés), y se mudó a su ubicación actual en el lago Arrowhead en 1973. En 1990 cambió su nombre de "Club de Yates" a "Club de Vela" para reflejar mejor su dedicación exclusiva a la vela.
Desde su fundación el club estuvo dominado por su flota Snipe, la número 34 de la SCIRA, que fue cediendo protagonismo a la clase Windmill en los años 1960. En los años 1990 se incorporó la clase crucero con varias unidades de Venture 22 y 24. Perry Richardson Bass ha sido su regatista más laureado. Ganó el campeonato del mundo de la clase Snipe en 1935 y fue el táctico de Ted Turner a bordo del "American Eagle" que formó equipo con el "Gretel II" en la Copa América de 1970 y que ganó el Southern Ocean Racing Circuit (SORC), la regata Annapolis-Newport, la regata Sídney-Hobart y la Fastnet Race entre 1968 y 1973.